# Janez Drnovšek
Janez Drnovšek (phát âm tiếng Slovene: [ˈjàːnɛz dərˈnɔ́ːwʃək]; 17 tháng 5 năm 1950 – 23 tháng 2 năm 2008) là một nhà chính trị tự do Slovenia, Chủ tịch Đoàn chủ tịch Nam Tư (1989–1990), Thủ tướng Slovenia (1992–2002) và Tổng thống Slovenia (2002–2007).

## Tiểu sử thời trẻ
Sinh ra ở Celje, Janez lớn lên ở một thị trấn nhỏ Kisovec trong khu tự quản Zagorje ob Savi, nơi cha ông Viktor từng là trưởng mỏ địa phương và mẹ của ông Silva là một người nội trợ. Drnovšek tốt nghiệp tại Đại học Ljubljana với bằng kinh tế trong năm 1973. Trong khi đó, ông làm thực tập sinh tại một ngân hàng Le Havre. Năm 1975, ở tuổi 25, ông trở thành giám đốc tài chính tại SGP Beton Zagorje, một công ty xây dựng. Hai năm sau, ông đã trở thành cố vấn kinh tế tại Đại sứ quán Nam Tư ở Cairo, Ai Cập. Ông bảo vệ luận án thạc sĩ vào năm 1981, và năm 1986, ông bảo vệ luận án tiến sĩ năm 1986 tại Khoa Kinh tế và Kinh doanh tại Đại học Maribor. Năm 1982, ông trở thành người đứng đầu chi nhánh địa phương của Ngân hàng Ljubljana trong khu vực quê hương của ông Thung lũng Trung Sava (Slovene: Zasavje) ở trung bộ Slovenia. Năm 1986, ông được chọn là một đại biểu tại hội nước Cộng hòa Slovenia (quốc hội) và cũng là Phòng Cộng hòa và các tỉnh của quốc hội Nam Tư.